# Prathamastami
| Prathamastami                                                             |
| ------------------------------------------------------------------------- |
| Datum 2015 – 3 december Datum 2016 – 21 november Datum 2017 – 10 november |

Prathamastami firas den åttonde dagen i månaden Margasira (november – december) och är en av de mest populära festivalerna i delstaten Odisha, Indien.
Vid denna högtid hedras familjens äldsta barn. Han eller hon får nya kläder och får sitta på en träpiedestal. Framför barnet placeras en lerkruka full med vatten och över barnet hänger en mangogren och en kokosnöt.

## Etymologi
Prathamastami består av två ord: Pratham och astami. Pratham är en organisation som arbetar för kvalificerad skolutbildning för utsatta barn. De ordnar bland annat förskoleutbildning.
Astami eller ashtmami kan översättas med festival.

## Ritualer vid Prathamastami

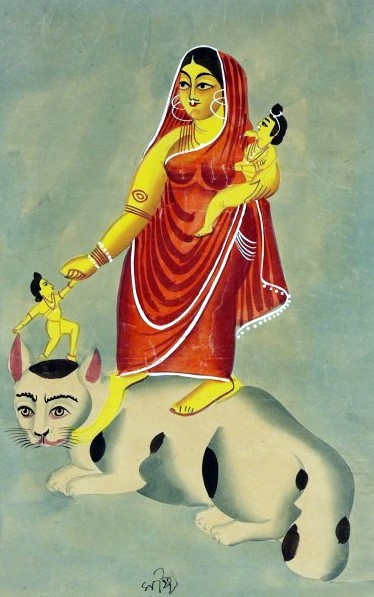
Shashtibarnens gudinna.

Barnet smörjs in med en högröd färg och sandelkräm och smyckas med blommor och heligt ris. Morbrodern har ordnat med allt som behövs för ceremonin och köpt nya kläder till barnet. Fem gryn, fem blad och fem blommor offras till gudarna Ganesha, Shashti och familjens gudom.
Festen och ceremonierna börjar med en måltid, som modern och alla äldre kvinnor i familjen har förberett. En förrätt med Pitha och Khiri Sedan huvudrätten Enduri Pitha som består av vignabönor, kokosnöt, råsocker och kryddor serverat på blad från gurkmeja.
Sedan kommer modern eller en äldre kvinna fram och önskar barnet god hälsa och ett gott liv. Modern ber till Sathi Debi, gudinnan som beskyddar barnet från allt ont.

## Social betydelse
Den sociala betydelsen av denna ceremoni är att den förstfödda ska lära sig ansvar för familjens fortbestånd efter föräldrarnas död. Av den anledningen hedras det äldsta barnet och får äran att vara familjens överhuvud. 
Det finns risk att yngre barn blir avundsjuka, de vill också få fina kläder. I moderna familjer, särskilt om båda föräldrarna är förstfödda, firas denna högtid för alla barn i familjen.